# Bitis cornuta albanica
Rắn Albany Adder (Danh pháp khoa học: Bitis cornuta albanica) là một phân loài của loài rắn Bitis cornuta phân bố ở Đông và Đông Nam Phi (ở tỉnh Cape). Phân loài này được cho là sắp tuyệt chủng nhưng lại được tái phát hiện. Trong năm 2017, các nhà khoa học tìm thấy bốn con rắn độc bản địa của Nam Phi vốn bị cho đã tuyệt chủng sau khi biến mất suốt một thập kỷ.

## Bảo tồn
Kể từ khi loài rắn độc Albany Adder được phát hiện ở Nam Phi vào năm 1937, cho đến nay các nhà khoa học mới chỉ ghi nhận 12 trường hợp bắt gặp loài vật này với số lượng của loài vô cùng ít, rắn Albany Adder được xem là loài rắn hiếm nhất trên thế giới và là loài bị đe dọa lớn nhất trên hành tinh, đây là loại rắn độc bản địa tưởng chừng đã tuyệt chủng trong thời gian rất dài. Môi trường sống bị phá hủy do hoạt động của con người là vấn đề lớn nhất của rắn Albany Adder.
Loài này được xem là đã tuyệt chủng bởi không ai tìm thấy dấu hiệu của chúng ở những khu vực đó trong 10 năm qua. Các chuyên gia về bò sát gần như không biết gì về hành vi, cách duy trì nòi giống lẫn thực đơn của loài này. Chưa ai từng bị rắn Albany Adder cắn, vì vậy không ai biết độc tính của chúng. Địa điểm tìm thấy 4 cá thể rắn Albany Adder này được giữ bí mật để ngăn ngừa nạn săn bắt. Việc bảo tồn rắn Albany Adder bắt đầu với công việc bảo vệ môi trường sống của chúng.